# Anne Cheptanui Bererwe
Anne Cheptanui Bererwe (* 4. November 1982) ist eine kenianische Marathonläuferin.
2006 wurde sie Zweite beim Halbmarathonbewerb des Nairobi-Marathons, und 2007 gewann sie das Rennen Marseille – Cassis.
2009 siegte sie beim São-Paulo-Halbmarathon und bei der Maratona d’Italia.
2010 wurde sie Zweite beim Mailand-Marathon.

## Persönliche Bestzeiten
- Halbmarathon: 1:11:42 h, 4. April 2009, São Paulo
- Marathon: 2:28:22 h, 11. April 2010, Mailand